# Onur Ayık
Onur Ayık (* 28. Januar 1990 in Walsrode) ist ein deutsch-türkischer Fußballspieler. Er kann im Sturm oder im offensiven Mittelfeld eingesetzt werden.

## Laufbahn
Ayık begann das Fußballspielen beim SV Viktoria Rethem. 2004 wechselte er zu Werder Bremen und wurde sowohl mit der U-15 als auch mit der U-19 Norddeutscher Meister. Schon in der Spielzeit der letztgenannten Meisterschaft, 2008/09, wurde er sporadisch in der zweiten Seniorenmannschaft eingesetzt, spielte jedoch weiterhin hauptsächlich in der A-Jugend. So bestritt er am 30. August 2008 sein Profidebüt, als er bei der 1:3-Auswärtsniederlage bei dem FC Rot-Weiß Erfurt in der 61. Minute Nicolas Feldhahn ersetzte. Zur Saison 2009/10 wurde er schließlich fest in den Kader der Werder-Reserve integriert und etablierte sich dort nach einigen Spielen als Stammspieler und Leistungsträger. Daraufhin erhielt er einen bis Ende Juni 2012 datierten Profivertrag. Obwohl er zunächst weiterhin hauptsächlich in der 3. Liga spielen sollte, feierte er am 21. Februar 2010 sein Bundesliga-Debüt, als er beim 2:2-Heimunentschieden gegen Bayer 04 Leverkusen in der 66. Minute für Peter Niemeyer ins Spiel kam. Wenige Tage später gab er auch international seinen Einstand. Dabei wurde er im Rückspiel in der Runde der letzten 32 Mannschaften der UEFA Europa League gegen den FC Twente Enschede beim bereits hergestellten Endstand von 4:1 in der 73. Minute für Marko Marin eingewechselt. Nach diesen beiden Partien rückte er dann jedoch wieder für den Rest der Spielzeit in die Reihen der Zweitvertretung zurück, für die er in seiner ersten vollen Saison 30 Spiele absolvierte und in diesen elf Treffer erzielte, womit er bester Torschütze seines Teams war.
Nach Ablauf seines Vertrages bei Werder Bremen im Sommer 2012 war er zunächst vereinslos und unterschrieb dann im Februar 2013 einen Vertrag beim FC Oberneuland.
Zur Saison 2013/14 wechselte Ayık zum türkischen Erstligisten Sanica Boru Elazığspor. Nach dem Abstieg des Vereins in die zweite Liga wechselte er im Sommer 2014 zu Kardemir Karabükspor. Nachdem Karabükspor im Sommer 2015 den Klassenerhalt der Süper Lig verfehlt hatte, verließ Ayik diesen Klub und heuerte beim Erstligisten Akhisar Belediyespor an. Zum 1. Oktober 2020 wechselte er zum türkischen Zweitligisten Tuzlaspor. Von dort wechselte er nach kurzer Vereinslosigkeit zum 6. Juli 2021 zum Zweitligisten Ümraniyespor. Der Vertrag läuft bis zum 30. Juni 2023.